# الصبايح (الصبايح أولاد طالب)
الصبايح هو دُوَّار يقع بجماعة المجاطية أولاد الطالب، إقليم مديونة، جهة الدار البيضاء سطات في المملكة المغربية. ينتمي الدوّار لمشيخة الصبايح أولاد طالب التي تضم دوارين. يقدر عدد سكانه بـ 2811 نسمة حسب الإحصاء الرسمي للسكان والسكنى لسنة 2004.

## روابط خارجية
- البوابة الوطنية للجماعات الترابية
- المندوبية السامية للتخطيط